# Alexander Henry Green
Alexander Henry Green, född 10 oktober 1832 i Maidstone, Kent, död 19 augusti 1896 i Boars Hill, Oxford, var en engelsk geolog.
Green var verksam vid Storbritanniens geologiska undersökning 1861–1874 och kartlade betydande områden i Derbyshire och Yorkshire. År 1875 blev han professor i geologi vid Yorkshire College i Leeds, från 1885 även i matematik. Han invaldes i Royal Society 1886 och blev professor i geologi vid University of Oxford 1888. Bland hans skrifter märks Physical Geology (1876, tredje upplagan 1882). Han tilldelades Murchisonmedaljen 1892.